# Myospila maculiventris
Myospila maculiventris är en tvåvingeart som beskrevs av Malloch 1921. Myospila maculiventris ingår i släktet Myospila och familjen husflugor. Inga underarter finns listade i Catalogue of Life.